# Dakotaraptor
Dakotaraptor ("ladrão de Dakota") é um gênero potencialmente quimérico ou duvidoso de um dinossauro terópode dromeossaurídeo de grande porte que viveu no oeste da América do Norte durante o período do Cretáceo Superior. Os restos mortais foram encontrados na Formação Hell Creek, da idade Maastrichtiana, datada do final da era Mesozóica, tornando o Dakotaraptor um dos últimos dromeossaurídeos sobreviventes. Os restos do D. steini foram descobertos em um leito ósseo multiespécies. Elementos do holótipo e os referidos espécimes foram posteriormente descobertos como pertencentes a tartarugas trioniquídeos e análises adicionais de potenciais afinidades não-dromeossaurídeos do holótipo e do material referido ainda não foram conduzidas. Análises filogenéticas do D. steini o colocaram em uma variedade de posições dentro dos Dromaeosauridae.